# 정하준
정하준(1996년 4월 26일 ~ )은 대한민국의 남자 배우이자 모델이고, 키는 188cm 혈액형은 AB형이다.

## 출연작

### 드라마
- 2022년 KBS2 《미남당》 - 나광태 역
- 2021년 KBS2 《경찰수업》 - 박동구 역
- 2021년 JTBC 《시지프스 : the myth》 - 엄선호 역
- 2020년 tvN 《메모리스트》 - 황봉국 역
- 2018년 웹드라마 《하지 말라면 더 하고 19》 - 강은구 역

## 뮤직비디오
- 2017년 뮤직비디오 태연 - Fine

- 2017년 뮤직비디오 악동뮤지션 - 오랜 날 오랜 밤

- 2016년 뮤직비디오 후디 - Your Eyes